# Batalla de Cretópolis
La batalla de Cretópolis fue un enfrentamiento que se libró durante las guerras de los sucesores de Alejandro Magno entre el general Antígono I Monóftalmos y los restos de la facción de Pérdicas. Se disputó cerca de la ciudad homónima de Pisidia, en Asia Menor, en el 319 a. C., y acabó con una gran victoria de Antígono, la segunda que obtuvo ese año.

## Antecedentes
Los generales de Alejandro Magno comenzaron a disputarse su imperio nada más morir él en el 323 a. C.. La rivalidad inicial se transformó pronto en guerra, en la que cada general trató de hacerse al menos con parte del imperio vasto alejandrino. Uno de los más hábiles de estos diádocos, «sucesores», era Antígono Monóftalmos, «el Tuerto», apodado así porque había pedido un ojo en un asedio. En el segundo reparto del imperio, el de Triparadiso del 321 a. C., Antípatro, nuevo regente, hizo a Antígono strategos de Asia y le encomendó perseguir y vencer a lo que quedaba de los partidarios de Pérdicas. Antígono se puso al frente del ejército real y de tropas europeas fieles a Antípatro y marchó a Asia Menor a contender con el enemigo. Primero penetró en Capadocia para combatir a Eumenes, al que batió en la batalla de Orcinia. Eumenes se refugió en la fortaleza de Nora, que asedió Antígono.

## Fuerzas enfrentadas
Según Diodoro, la facción pro-Pérdicas contaba con 16 000 infantes y 900 jinetes. El historiador estadounidense Fred Eugene Ray calcula que Átalo trajo 6000 pecétairoy, 2000 hoplitas, 2000 infantes ligeros y 800 jinetes, mientras que Alcetas aportó 6000 infantes (quizás 4000 a 5000 hoplitas profesionales y el resto pisidios armados con jabalinas) y 100 jinetes.
Respecto de las fuerzas de Antígono, Diodoro afirma que eran más de 40 000 infantes, 7000 jinetes y 30 elefantes de guerra. Ray estima que podían incluir 24 000 pecétairoy (quizás 9000 de ellos macedónicos), 8000 hoplitas y 8000 infantes ligeros, sin contar la caballería.

## Enfrentamiento

### Marcha a Cretópolis
Antígono dejó las operaciones de sitio en manos de un lugarteniente y fue a combatir a los seguidores de Pérdicas, que se habían agrupado en la ciudad de Cretópolis, en Pisidia. Alcetas (hermano de Pérdicas), Átalo (cuñado de Pérdicas), Polemón (hermano de Átalo) y Dócimo habían reunido sus fuerzas en un desfiladero cercano a Cretópolis. Antígonos decidió sorprenderlos y se encaminó a marchas forzadas a Cretópolis, adonde llegó tras siete días en los que recorrió unos cuatrocientos ochenta kilómetros. Logró en efecto desconcertarlos: descubrieron que había llegado por los barridos de sus elefantes. Antígono ocupó unas colinas que dominaban la posición de Alcetas.

### Combate
Los de Pérdicas estaban desprevenidos y tuvieron que afrontar un asalto múltiple: uno frontal y otro lateral desde los altos que flanqueaban el cañón. Mientras Átalo y Dócimo organizaban la falange, Alcetas tomó el mando de la caballería y los peltastas y acometió a Antígono en los alcores, tratando de expulsarlo de allí. Antígono lanzó seis mil jinetes contra el flanco de Alcetas, que a duras penas pudo abandonar las alturas y regresar a donde se hallaba la falange, tras haber perdido a la mayor parte de sus hombres. Para desgracia de los de Pérdicas, pare entonces la falange no había podido formarse por completo y al ver cargar a la caballería enemiga, los infantes optaron por rendirse.

## Consecuencias
Alcetas escapó con una guardia de pisidios que le eran muy leales y alcanzó la ciudad de Termeso, que se creía casi inexpugnable. Se suicidó en ella cuando se enteró de que sus habitantes pensaban entregarlo a Antígono. Este apresó a sus compañeros Átalo, Polemón y Dócimo, que capturó junto con el resto del ejército enemigo. Antígono había eliminado a los partidarios de Pérdicas, pero no a Eumenes, que siguió combatiendo.

### Antigua
- Diodoro Sículo. Biblioteca histórica. Libro XVIII. Visualización en UChicago, basada en traducción griego-inglés por Russel M. Geer, Loeb Classical Library, volumen 9, 1947.
- Mestrio Plutarco. Vida de Eumenes, parte de Vidas paralelas. Versión digitalizada por UChicago, basada en traducción griego-inglés por Bernadotte Perrin, Loeb Classical Library, volumen 8, 1919.
- Polieno. Estratagemas . Libro VIII. Digitalizada en Attalus, basada en la traducción griego-inglés por Richard Shepherd, Londres: George Nicol, 1793.

### Moderna
- Billows, Richard A. (1997). Antigonos the one-eyed and the creation of the Hellenistic State (en inglés). Santa Bárbara: University of California Press. ISBN 9780520208803.
- Ray, Fred Eugene (2012). Greek and Macedonian Land Battles of the 4th Century B.C (en inglés). Jefferson: McFarland & Company. ISBN 9780786469734.